# Englefield
Englefield – wieś i civil parish w Anglii, w Berkshire, w dystrykcie (unitary authority) West Berkshire. W 2011 civil parish liczyła 286 mieszkańców. Englefield jest wspomniana w Domesday Book (1086) jako Englefel/Inglefelle. Englefield było Inglefelle w 11 wiek, Englefeud w 13 wiek i Inglefield w 18 wiek.